# Chentij
Chentij (Хэнтий аймаг med mongolisk kyrillisk skrift) är en provins (aimags) i östra Mongoliet. Den har totalt 70 946 invånare (2000) och en areal på 80 300 km². Provinsens huvudstad är Öndörchaan.

## Administrativ indelning
Provinsen är indelad i 17 distrikt (sum): Batnorov, Batshireet, Bayan-Adraga, Bayanhutag, Bayanmönh, Bayan-Ovoo, Binder, Dadal, Darhan, Delgerhaan, Galshar, Herlen, Jargalanhaan, Mörön, Norovlin, Ömöndelger och Tsenhermandal. 